# 미라클라스
미라클라스(Miraclass)는 2017년 JTBC 오디션 프로그램 팬텀싱어 2에서 결성된 대한민국의 크로스오버 사중창 그룹이다. 이 그룹은 바리톤 김주택, 테너 정필립, 팝 테너 박강현, 베이스 한태인으로 구성되어 있다. 팬텀싱어 2에서 준우승을 차지한 후 2018년 앨범 Romantica를 발매하고 팬텀싱어 콘서트와 자체 공연에 참여했으며, 멤버들은 개인 프로젝트도 활발히 수행했다. 김주택은 이탈리아에서 오페라를 공연했고, 박강현은 킹키 부츠, 웃는 남자, 모차르트! 등의 뮤지컬에 출연했으며, 정필립과 한태인은 재즈 및 이지 리스닝 듀오 "Feel in"을 결성했다. 미라클라스는 코로나19 기간 동안 팬텀싱어 올스타전에 출연하여 팬덤을 확장했다. 이후 멤버들은 개별적으로도 두드러진 경력을 쌓았는데, 김주택은 오페라의 유령에서 팬텀 역으로 뮤지컬에 데뷔했고, 정필립은 클래식 앨범을, 박강현은 하데스타운, 멤피스, 디어 에반 핸슨 등의 뮤지컬 주역과 TV 드라마에 출연했으며, 한태인은 인디 씬에서 공연하며 다수의 앨범으로 발표했다. 그룹은 2022년에 전국 투어를 했고, 2021년에 개설된 유튜브 채널을 통해 활발히 팬들과 교류하고 있다.

## 팬텀싱어 2(2017)

### 팬텀싱어 2
팬텀싱어는 오디션을 통해 남성 크로스오버 사중창 그룹을 구성하는 JTBC의 음악 예능 TV 프로그램이다. 2016년에 첫 시즌을 성공적으로 런칭한 후, JTBC는 2017년에 시즌 2를 방영했다. 팬텀싱어 시리즈에는 클래식 성악가, 뮤지컬 배우, K-pop 아이돌, 국악인, 아마추어 등 다양한 참가자들이 출연했다.
뮤지컬 배우 박강현은 향후 미라클라스로 결성된 멤버 중 첫 번째로 방송에 등장했는데, 그는 데뷔한 지 1년 된 뮤지컬 배우였다. 그가 뮤지컬 스칼렛 핌퍼넬의 "She Was There"를 첫 TV 오디션곡으로 불렀을 때 시즌2 첫 회 방송의 분당 최고 시청률을 기록했다. 김주택은 유럽에서 활동 중인 오페라 가수였는데, F. 쇼팽의 "Tristezza"를 노래했다. 그의 공연은 손혜수 프로듀서로부터 '성악의 경지가 저기까지 올라가면 얼마나 더 아름다운 소리를 낼 수 있는지, 그리고 무엇보다 왜 완벽하다고 느꼈는지의 초점은 호흡의 완성도에 있었다'는 찬사를 받았다. 부산시립합창단의 비상임 단원인 정필립은 R. 레온카발로의 "Mattinata"를 불렀다. 제작진은 그의 목소리가 청명한 밝은 아침에 어울린다고 평가했다. 무대에서 그의 노래를 듣고 있던 김주택은 정필립의 목소리가 안드레아 보첼리를 닮았다고 감탄했다. 서울대학교 성악과 학생인 한태인은 재즈 스탠다드 "I've Got The World On A String"을 불렀다. 한태인은 클래식 음악 교육을 받았음에도 불구하고 팬텀싱어 2에 참가하기 전 홍대에서 록 밴드 공연을 했던 경험이 있었다.
각 멤버는 1:1 듀엣, 2:2 듀엣, 트리오, 쿼텟 경연 등 다양한 단계를 거쳐 최종 12인에 진출했다. 한태인은 1:1 듀엣 경연에서 빌리 조엘의 "Piano Man"을 불렀는데, 유연한 리듬감, 부드러운 프레이징과 밝은 무대 매너로 주목을 받았다. 김주택과 배두훈의 "꽃 피는 날" 2:2 듀엣 경연은 팀 대결에서는 2점 차이로 패했으나, 14팀 중 4위를 기록했다. 박강현과 이충주의 듀엣 "꽃이 피고 지듯이"는 2:2 듀엣 경연에서 1위를 차지했다. 정필립의 트리오 공연 "Look Inside"는 호평을 받아 8팀 중 2위를 기록했다. 준결승 라운드에서 정필립이 속한 쿼텟 팀은 "La Vita" 공연으로 쿼텟 경연 최고 점수를 받았다.

### 미라클라스 결성
| 이름      | 김주택                                            | 정필립                                       | 박강현                                               | 한태인                                               |
| --------- | ------------------------------------------------- | -------------------------------------------- | ---------------------------------------------------- | ---------------------------------------------------- |
|           | 김주택                                            | 정필립                                       | 박강현                                               | 한태인                                               |
| 출생      | 1986년 9월 9일                                    | 1989년 8월 9일                               | 1989년 12월 27일                                     | 1991년 6월 16일                                      |
| 출생지    | 대한민국 서울                                     | 대한민국 부산                                | 대한민국 대구                                        | 대한민국 서울                                        |
| 출신 학교 | 밀라노 베르디 국립음악원                          | 한국예술종합학교                             | 성균관대학교                                         | 서울대학교                                           |
| 전공      | Musica vocale da camera 학사, 석사                | 음악원 성악과 학사                           | 예술대학 연기예술학과 학사                           | 음악대학 성악과 학사                                 |
| 음역대    | 바리톤                                            | 테너                                         | 팝 테너                                              | 베이스                                               |
| 직업      | - 오페라 가수 - 크로스오버 아티스트 - 뮤지컬 배우 | - 뮤지션 - 크로스오버 아티스트 - 뮤지컬 배우 | - 뮤지컬 배우 - 크로스오버 아티스트 - TV 드라마 배우 | - 가수, 작곡가 - 크로스오버 아티스트 - 밴드 프론트맨 |

미라클라스 멤버들은 팬텀싱어 2 경연에서 환희도 맛 보고, 어려움도 극복하며 최종 12인에 올라갔다. 12인은 각자의 희망과 프로듀서들의 조정으로 미라클라스, 에델 라인클랑, 포레스텔라 3개의 쿼텟 팀을 결성하였다. 결선 진출자 중 포레스텔라와 에델 라인클랑은 팬텀싱어 2 방송에서 합을 맞췄던 팀원들로 구성되어 있었고, 이미 포레스트와 에델 라인클랑 등의 팀명을 가지고 있었다. 포레스텔라의 전신인 포레스트 또는 트레피톤은 클래식과 팝 음악의 독특한 조화를, 에델 라인클랑은 풍부한 보컬 텍스처와 역동적인 무대 매너로 찬사를 받으며 트리오 또는 사중창 미션 동안 단단한 결속력을 자랑했다. 이들은 이미 팀 이름이나 최종 이름에 가까운 이름을 가지고 있어 준비된 팀임을 보여주었다.
김주택, 정필립, 한태인, 박강현이 차례로 팀으로 확정되며 멤버들이 모였을 때, 김주택과 박강현만 한 번 같이 노래한 경험이 있었고, 다른 두 멤버는 함께 노래를 불러본 적이 없었다. 이들은 단기간 내에 팀 이름을 지어야 했고, 정필립이 'miracle'과 'class'를 결합해 '미라클라스'라는 이름을 만들었다. 이는 그들이 클래식 음악의 새로운 해석이나 기적의 하모니를 제공할 것임을 의미했다.
최종 경연은 두 에피소드로 나뉘어 진행되었다. 첫 결승전은 경연장에 참석한 관객과 여섯 명의 프로듀서가 투표에 참여했다. 첫 결승에서 각 팀은 두 곡씩 공연했다. 미라클라스의 첫 곡은 루치아노 파바로티의 "Notte"로 세 팀 중 1위를 차지하며, 분당 최고 시청률 5.5%를 기록했다. 두 번째 곡은 위딘 템테이션의 "Forsaken"으로, 15명의 남성 합창단에 비견할 만큼의 보컬 파워로 주목받았다. 하지만 첫 결승전의 종합 점수에서 미라클라스는 다른 두 팀보다 약간 뒤쳐졌다.
두 번째 결승전은 경희대학교 평화의 전당에서 3,500명의 관객과 함께 생방송으로 진행되었으며, 온라인 투표로 우승자를 선정했다. 미라클라스의 첫 곡은 퀸의 "Who Wants to Live Forever"였고, 이어서 알레산드로 사피나의 "Feelings"를 공연했다. "Feelings"는 감동적인 감정 표현과 하모니로 관객을 사로잡았다. 투표 결과, 미라클라스는 준우승을 차지했다. 팬텀싱어 프로그램이 우승 팀만 지원하기 때문에 팬텀싱어 2가 종영되었을 때 미라클라스의 미래는 불확실했다고 생각되었으나, 이 순간이 팀 미라클라스를 알리는 시작점이 되었다.
개별 멤버 및 팀 미라클라스로서 팬텀싱어 2에서 경연한 곡은 아래 표와 같다.
| 경연           | 정필립              | 김주택                    | 박강현                    | 한태인                         |
| -------------- | ------------------- | ------------------------- | ------------------------- | ------------------------------ |
| 개인 예선      | Mattinata           | Tristezza                 | She was there             | I've Got The World On A String |
| 1 대 1 경연    | Melodramma          | L'ultima Notte            | Skyfall                   | Piano Man                      |
| 2 대 2 경연    | Parla piu piano     | 꽃 피는 날                | 꽃이 피고 지듯이          | Nostalgia                      |
| 트리오 경연    | Look Inside         | Il Guerriero Buono        | Maria                     | I see fire                     |
| 1차 4중창 경연 | Prayer In The Night | Tornera l'amore           | Tornera l'amore           | Solo Otra Vez                  |
| 2차 4중창 경연 | La Vita             | 꽃                        | A Thousand Years          | Sweet Dreams                   |
| 미라클라스     |                     |                           |                           |                                |
| 결승 1차       | 1라운드             | Notte                     | Notte                     | Notte                          |
| 결승 1차       | 2라운드             | Forsaken                  | Forsaken                  | Forsaken                       |
| 결승 2차       | 1라운드             | Who wants to live forever | Who wants to live forever | Who wants to live forever      |
| 결승 2차       | 2라운드             | Feelings                  | Feelings                  | Feelings                       |

## 포스트팬텀싱어 2활동 (2017-2019)

### 미라클라스 그룹 활동
팬텀싱어 2 이후, 결승팀인 포레스텔라, 미라클라스, 에델 라인클랑은 2017년 12월 3일 인천에서 시작하여 2018년 2월 10일까지 대한민국의 대전, 대구, 광주, 울산, 서울, 청주, 일산, 부산 등 여러 도시에서 팬텀싱어 콘서트 투어에 참여했다. 콘서트에서는 팬텀싱어 2에서 들려주었던 솔로, 듀엣, 트리오, 사중창 공연 뿐만 아니라, 참가자들의 어린 시절 영상과 인터뷰, 역할을 바꾼 공연, 새로운 조합의 무대를 선보이며 방송에서 볼 수 없었던 다양한 재미를 제공했다. 이 콘서트는 많은 도시에서 매진되었다.
미라클라스는 2018년 4월 22일 팬들을 위한 첫 콘서트를 열었다. 그들은 스튜디오 앨범 Romantica를 발매했으며, 이 앨범은 2018년 41주차부터 43주차까지 3주 동안 한국 앨범 차트 Hot 100에 올랐다. Romantica에는 "Nelle tue mani", "Il Mondo", "집으로 가는 길" (제임스 호너의 "The Ludlows"에 한국어 가사), 그리고 그들의 신곡 "이젠 알아요"등이 수록되어 있다.
미라클라스는 2018년 10월 13일부터 12월 28일까지 첫 콘서트 투어 Romantica를 진행하며 대한민국의 여러 도시에서 공연을 펼쳤다. 이 콘서트에서 미라클라스는 영화와 뮤지컬의 주제곡을 새롭게 편곡한 곡들과 대회 동안 공연한 곡들, 개인 솔로 무대를 포함한 다양한 공연을 선보였다. 이 투어에는 코리아쿱오케스트라가 함께하며 사중창의 풍부하고 웅장한 화음을 들려주었다.
포르테 디 콰트로, 포레스텔라, 미라클라스는 2019년 말에 Phantom of Classic이라는 투어를 시작했다. 그러나 이 투어는 COVID-19 팬데믹으로 인해 2020년에 취소되었다.

### 개별 멤버 활동 (2017-2019)
팬텀싱어 2 종료 직후인 2017년 말부터 COVID-19 발발 초기인 2020년 초까지 미라클라스의 멤버들은 다양한 프로젝트에 활발히 참여했다.
김주택은 이탈리아와 한국을 오가며 오페라 공연을 하는 동시에 미라클라스의 멤버로 활동했다. 그는 2017년부터 2019년까지 이탈리아의 라 페니체 극장에서는 오페라 세비야의 이발사를 47회 공연했는데, 김주택은 팬텀싱어 2 참여를 위해 참여하지 못했던 13회를 제외한 34회 공연에서 모두 피가로 역을 맡았다. 그는 라 트라비아타의 제르몽 역, 라 보엠의 마르첼로 역, 사랑의 묘약의 벨코레 역, 돈 카를로의 로드리고 역 등을 맡으며 이탈리아의 여러 오페라 극장에서 9개의 오페라 작품에 참여했다. 그는 또한 Romantica 앨범 발매와 미라클라스 콘서트 투어를 위해 한국을 오가며 생활했다.
정필립과 한태인은 2019년 이지 리스닝 음악 기반의 듀오 팀 Feel in을 결성하여 싱글과 스튜디오 앨범 Feel in을 발표했다. 이들은 인천-밀라노 간의 신규 항공 노선 개설을 기념하기 위해 아시아나항공에서 개최한 기내 콘서트를 포함하여 다섯 번의 콘서트를 열었고, 홍콩에서 자선 콘서트를 개최했다.
정필립은 2017년 번스타인 추모 콘서트, 2018년 오페라 카니발, 그리고 카사노바 길들이기 갈라 콘서트 등 다양한 콘서트에서 공연했다.
한태인은 모차르트 오페라 콘체르탄테 - 돈 조반니, 카사노바 길들이기 갈라 콘서트, 제2회 청풍호 음악제 등 클래식 크로스오버 공연에 참여했다. 그는 또한 2020년 초 구름아래 소극장에서 True Colours 콘서트를 열었다.
박강현은 팬텀싱어 2 이전에 떠오르는 뮤지컬 배우였는데, 이후에는 한국 오리지널 및 라이선스 뮤지컬의 주연 배우로 자리매김했다. 팬텀싱어 2 콘서트 투어 기간 동 그는 칠서, 광화문연가 등의 뮤지컬에 참여했으며, 이후 킹키 부츠의 찰리 프라이스, 웃는 남자의 그윈플레인, 엘리자벳의 루이지 루체니, 엑스칼리버의 랜슬롯, 마리 앙투아네트의 악셀 폰 페르센 주니어, 그리고 웃는 남자의 그윈플레인 역을 다시 맡아 공연했다. 그는 또한 서울에서 첫 솔로 콘서트 Melody in Blue를 열어 한국 대중가요, 팝송, 그리고 뮤지컬 넘버를 공연했다.

## 코로나19 팬데믹 기간 미라클라스 및 개별 멤버 활동 (2020-2021)
2020년 2월, 이탈리아에서 코로나19 팬데믹이 심각해지면서 일상생활이 제한되고 오페라 공연을 포함한 모든 행사들이 취소되었다. 이에 따라 김주택은 이탈리아로 갈 수 없었고, 그가 출연하기로 예정되었던 오페라 공연도 취소되었다. 한국에서도 2020년 6월 말까지 실내 행사는 제한되었으나, 이후 제한이 완화되면서 공연이 재개되었다.
코로나19 때문에 어려움을 겪었지만, 미라클라스 멤버들은 엄격한 방역지침을 준수하며 다양한 문화 행사와 공연에 적극적으로 참여했다.
미라클라스는 2020년 10월과 2021년 1월에 사색동화라는 제목의 콘서트를 개최했다. 이 콘서트는 '레트로' 테마로 1990년대 한국 대중가요를 하모니와 섬세함을 강조하며 연주했다. 사색동화에서는 다양한 뮤지컬 넘버도 들려주었는데, 따뜻한 옛 감성을 불러일으키기 위해 밴드 세션과 약 10명의 현악 앙상블을 사용한 편곡을 활용했다. 평소의 오케스트라와 함께 하는 편곡과 파워풀한 보컬보다 목소리의 어울림을 강조했다. 코로나19로 인해 무대에 올라가는 공연자의 수를 줄였고, 관객은 마스크 착용이 필수였으며, 환호는 금지되고 박수만 허용되었다.
미라클라스의 멤버들은 개별적으로도 다양한 프로젝트를 수행했다. 박강현은 2020년 6월 뮤지컬 모차르트!에 볼프강 모차르트로 출연했다. 이 작품은 세 달간 공연되었으나, 팬데믹으로 인해 계획보다 일찍 종료되었다. 뮤지컬 그레이트 코멧도 코로나19 때문에 2021년 3월에 지연되어 개막했다. 박강현은 아나톨 쿠라긴 역을 맡았으며, 이머시브 뮤지컬이지만 관객과의 상호작용이 금지된 상태에서도 훌륭한 연기를 선보였다.
김주택은 서울 예술의 전당 콘서트홀에서 열린 한국전쟁 70주년 기념 평화 콘서트에 참여했다. 이 콘서트는 팬데믹으로 인해 기념일보다 한 달 늦게 열렸다. 김주택과 정필립은 서울 예술의 전당 콘서트홀에서 열린 오페라 카니발 2020과 롯데콘서트홀에서 열린 오페라 카니발 2020 앙코르에 참여했다. 김주택은 또한 롯데콘서트홀에서 열린 오페라 패션과 서울 예술의 전당 콘서트홀에서 열린 사무엘 윤의 오페라 클라이맥스에도 참여했다.
한태인은 비틀즈 곡을 소개하며 부르는 Over the Beatles 콘서트를 열었다. 또한 2020년 11월에는 재즈와 이지 리스닝 음악으로 채운 솔로 콘서트 5959 LIVE를 개최했다.

## 팬텀싱어 올스타전(2021)

### 팬텀싱어 올스타전
코로나19 기간 동안 대부분의 오프라인 공연이 취소되었을 때, JTBC는 2021년 1월부터 4월까지 특별 프로그램인 12회로 구성된 팬텀싱어 올스타전을 방영했다. 이 프로그램에는 미라클라스를 포함한 모든 시즌의 상위 세 팀이 출연했다. 코로나19 제한으로 인해 다른 공연 기회가 부족했기 때문에 아홉 팀의 36명이 모두 참가할 수 있었다. 방송은 스튜디오 관객 없이, 온라인 관객을 분할 화면에 투영하여 라이브 관객의 존재를 시뮬레이션했다.
팬텀싱어 정규 시즌과 달리 이 특별 프로그램은 탈락이 있는 경쟁이 아니었다. 9개의 쿼텟 팀들은 다양한 미션에서 트로피와 특별상을 위해 경연했다. 첫 번째 미션에서는 쿼텟 팀들도 서로 투표했으며, 이후 라운드에서는 연예인 패널과 온라인 관객의 투표가 포함되었다. 마지막 에피소드인 "팬텀싱어 프렌즈"에서는 팀을 재구성하여 팬텀싱어 시즌 1, 2, 3의 클래식 크로스오버 곡들을 다양한 편곡으로 공연했다.
팬텀싱어 2의 최종 무대 직전에 결성된 미라클라스는 2017년에 네 곡의 결승곡 만 들려줄 수 있었다. 팬텀싱어 올스타전은 그들이 결성 후 쌓아 온 팀으로서의 하모니를 선보이고 일반 대중에게 더 많이 알려질 수 있는 기회가 되었다. 미라클라스는 첫 번째 미션에서 아홉 팀 중 MVP를 수상하는 좋은 성과를 거두었다. 다양한 라운드에서 '팀 지목전', '솔로 대표전', '시즌 대항전', '장르전', '올스타 가요대전', '귀호강 끝판왕전' 등에서 다양한 곡을 선보이며 여러 차례 승리를 거두고 시청자로부터 새롭게 인정을 받는 계기가 되었다. 특히 첫 경연인 9팀 총출동전에서 조쉬 그로반의 "Mai"를 선보이며 MVP 타이틀을 획득했다. 또한 한태인의 편곡으로 한국 전통 악기 해금과 박강현의 드라마틱하고 애절한 솔로 부분이 포함된 "벚꽃연가"를 공연했다. 김주택의 솔로곡 "Perdere l'amore"는 특히 호평을 받았고, 정필립의 음색은 올스타전 내내 여러 번 찬사를 받았다. 한태인의 리드믹한 저음은 일렉트릭 콘트라베이스 같다는 감탄을 자아냈다. 마지막 곡으로 미라클라스는 Westlife의 "I'll See You Again"을 불러 다시 돌아오겠다는 약속을 암시했다.
팬텀싱어 올스타전은 미라클라스가 가지고 있는 팀으로서의 재능을 대중에게 선보일 기회가 되었다. 미라클라스 멤버들은 개성이 강한 보컬인데 섞였을 때 조화로운 하모니의 음악을 들여주는 팀임을 보여주었고, 더불어 멤버 간의 끈끈한 유대도 확인할 수 있었다.
| 콘테스트 | 콘테스트 제목             | 경연자                         | 곡 제목             | 원곡자                             | notes             |
| -------- | ------------------------- | ------------------------------ | ------------------- | ---------------------------------- | ----------------- |
| 1차전    | 9팀 총출동전              | 미라클라스                     | Mai                 | 조시 그로반                        | MVP               |
| 2차전    | 팀 지목전 - 너 나와!      | 미라클라스                     | 늘그대              | 양희은, 성시경                     | 레떼아모르에 승리 |
| 3차전    | 솔로 대표전 - 왕좌의 게임 | 김주택                         | Perdere L'Amore     | 마시모 라니에리                    | 4등               |
| 4차전    | 시즌 대항전               | 김주택, 조민규                 | Rosalina            | 파비오 콘카토                      | 승리              |
| 4차전    | 시즌 대항전               | 배두훈, 강형호, 조형균, 한태인 | Love Runs Out       | 원리퍼블릭                         |                   |
| 4차전    | 시즌 대항전               | 정필립, 안세권, 박강현, 김동현 | Because We Believe  | 안드레아 보첼리                    | 승리              |
| 5차전    | 장르전                    | 미라클라스                     | 벚꽃연가            | 첸                                 | 레떼아모르에 승리 |
| 6차전    | 올스타 가요대전           | 미라클라스                     | 데칼코마니          | 마마무                             | 5등               |
| 7차전    | 귀호강 끝판왕전           | 미라클라스                     | I'll See You Again  | 웨스트라이프                       | MVP 후보          |
| 8차전    | 팬텀싱어 프렌즈           | 권서경, 박기훈, 고영열, 한태인 | Musica              | 파울로 메네구찌                    |                   |
| 8차전    | 팬텀싱어 프렌즈           | 정필립, 김민석, 강형호, 배두훈 | Love Poem           | 아이유                             |                   |
| 8차전    | 팬텀싱어 프렌즈           | 유슬기, 고은성, 김주택, 이동신 | Senza Luce          | 프로콜 하럼 (Whiter shade of pale) |                   |
| 8차전    | 팬텀싱어 프렌즈           | 박강현, 존 노, 박현수, 김동현  | Il Libro Dell'Amore | 투첼로스 (feat. 주케로)            |                   |

### 유튜브 채널미라클라스의 저스트텐미닛개설
미라클라스 멤버들은 개별적으로 온라인 플랫폼을 통해 팬들과 소통해 왔다. 정필립은 자신의 유튜브 채널을 운영했는데, 2021년 첫날 공개된 영상에서 미라클라스 멤버들이 팬텀싱어 올스타전 준비를 위해 모였다가 찍은 모습을 유튜브에 공개했다. 영상에 대한 긍정적인 반응이 새로운 채널 미라클라스의 저스트텐미닛을 개설하게 된 계기가 되었다. 이 채널은 정필립의 채널을 제작한 프로듀서 멕시코미니오이가 제작하였다. 첫 시즌은 2021년 4월에 시작되었으며, 첫 에피소드에서는 사중창 하모니로 8마디 시그널 뮤직을 단 10분 안에 작곡하는 미션을 수행했다. 한태인은 7분 만에 곡을 완성했고, 김주택과 정필립은 화음을 맞추었으며, 박강현은 조용히 참여했다. 그들은 10분 안에 카운터 멜로디까지 넣어서 곡을 완성했다. 이후 시즌 1에서는 10분 안에 끝내야 하는 여러 에피소드들이 포함되었다.

### 팬텀싱어 올스타전: 갈라 콘체르토시리즈
JTBC는 2021년에 코로나19 방역수칙을 준수하며 팬텀싱어 올스타전: 갈라 콘체르토 시리즈를 개최했다. 이 시리즈는 서울 올림픽홀에서 열렸으며, 팀을 바꿔가면서 9회 공연했다. 사회적 거리두기 조치가 시행된 가운데 사회는 점차 정상으로 돌아가고 있었지만, 여전히 일상생활이 완전히 회복되지는 않았고 갑작스럽게 취소될 수도 있는 상황 속에 공연이 열렸다. 다행스럽게도 콘서트는 취소되지 않고 성공적으로 열렸다.

## 최근 활동 (2021-)

### Uprising Tour
미라클라스는 2021년 10월부터 2022년 1월까지 서울, 성남, 부산 등에서 Uprising Tour를 진행했다. 이 투어는 밀레니엄 심포니 오케스트라와 함께 공연을 펼쳤다. 세트 리스트에는 루치아노 파바로티의 "Notte", 조쉬 그로반의 "Mai", "오래 전 그날", "늘 그대"와 같은 곡들이 포함되었다. 또한 "집으로 가는 길"과 마마무의 "데칼코마니"의 카주 연주도 포함되었다.
투어에서는 "Never Ending Story", 본 조비의 "It's My Life", 뮤지컬 영화 The Greatest Showman의 "A Million Dreams", "벚꽃연가", "Feelings", 그리고 린킨 파크의 "Numb" 등 다양한 곡을 들려주었다. 또한 한태인의 재즈 버전 "Can't Take My Eyes Off of You", 정필립의 "A Te", Feel In의 "Nostalgia", 박강현의 "Un Giorno Per Noi", 김주택의 "Perdere L'Amore", 김주택과 박강현의 듀엣 "E Piu Ti Penso" 등도 포함되었다. 투어의 마지막 곡인 "I'll See You Again"으로 다시 돌아오겠다는 약속을 남기며 청중에게 깊은 인상을 남겼다.

### RE:BOOT 투어
미라클라스는 2022년 1월에 새로운 곡 "Miracle"이 포함된 EP 앨범 RE:BOOT를 발매했다. 이 앨범에는 코로나19 시기에 용기를 북돋아 줄 "You'll Never Walk Alone"도 포함되었다. 미라클라스는 2022년 1월부터 3월까지 네 도시에서 RE:BOOT 투어를 진행했으며, 지속적인 요청에 따라 12월까지 다섯 번의 추가 콘서트를 개최했다.
RE:BOOT 투어에서는 다양한 음악 장르를 선보이는 세트 리스트를 선보였다. 이 투어는 로비 윌리엄스의 "Let Me Entertain You"와 셀린 디옹의 리메이크로 유명한 에릭 카먼의 "All by Myself"를 포함했다. 정필립은 "Ma Dove Sei", 한태인은 프랭크 시나트라의 "New York, New York", 박강현은 샤를 아즈나부르의 "She"와 신승훈의 "I Believe"를 공연했다.
콘서트에서는 "너에게", "뮤지컬", 바비 다린의 "Mack the Knife", 에릭 클랩튼의 "Tears in Heaven"과 같은 클래식 팝송도 포함되었다. 세트 리스트에는 The Greatest Showman의 "A Million Dreams", Dear Evan Hansen의 "Waving Through a Window", 일 디보의 "Feelings", "MIRACLE", 빌 위더스의 "Lean on Me", 마이클 잭슨의 "Man in the Mirror", Journey의 "Separate Ways"도 포함되었다. 마지막 곡으로는 뮤지컬 Carousel의 "You'll Never Walk Alone"를 들려주었다.

### 미라클라스 콘서트 2024
유튜브 채널 미라클라스의 저스트텐미닛으로 소식을 전하던 미라클라스는 2024년 12월 30일, 약 2년 만에 단독 콘서트인 미라클라스 콘서트 2024를 개최했으며, 티켓 오픈과 동시에 매진되었다. 콘서트에서는 "Mai," "Notte," "Feelings" 등 대표곡과 "Gira con me," "La vita," "Il mondo" 및 아이유 원곡 "Love wins all"을 공연했다.

### 김주택
2021년 팬 콘서트 이후, 김주택은 오페라 아리아, 클래식 음악, 이탈리아 가곡, 뮤지컬 넘버, 한국 노래를 포함한 콘서트 시리즈 바리톤 김주택의 뮤직 라이브러리를 시작했다. 2021년부터 2024년 6월까지 김주택은 총 67회의 콘서트를 진행했다.
2022년 김주택은 오페라와 같은 대형 프로젝트에 참여하지 않았다. 그 대신 뮤지컬 오페라의 유령의 팬텀 역의 오디션에 참여했고, 팬텀 역으로 선정되었다. 코로나19 상황으로 인해 계획보다 지연되었으나, 앤드루 로이드 웨버의 뮤지컬 오페라의 유령 한국 레플리카 프로덕션에서 팬텀으로 캐스팅되었다는 사실이 2022년 12월 말 기사화되었다.
김주택은 2023년 3월 28일 뮤지컬에 데뷔했다. 그는 오페라에서 다진 실력으로 하이 바리톤의 보컬을 선보였다. 유럽 오페라 공연으로 '동양의 카푸칠리'로 알려진 김주택의 뮤지컬로의 전환은 긍정적인 반응을 얻었다. 비평가들은 팬텀의 크리스틴에 대한 집착과 광기를 폭발적인 보컬의 존재감으로 표현하는 그의 연기를 높이 평가했다. 서울 공연을 앞두고 김주택은 크리스틴에 대한 소유욕에 중점을 둔 연기의 접근 방식을 설명했다. "The Music of the Night"와 2막 후반부의 "The Point of No Return"의 연기와 가창은 전율적이었다고 평가 받고 있다. 이 역할로 김주택은 제8회 한국 뮤지컬 어워즈에서 남우 신인상을 수상했다.
김주택은 2024년 3월부터 6월까지 뮤지컬 그레이트 코멧의 피에르 베주호프 역을 맡아 그의 보컬 실력과 어리숙하고 젊은 피에르의 내적 갈등과 정신적 성장을 노래의 뉘앙스와 인물 묘사로 생생하게 그려냈다. 또한 2024년 12월부터 2025년 3월까지 뮤지컬 명성황후 30주년 기념 공연에 고종 역할로 출연중이다.

### 정필립
정필립은 미라클라스 팀원인 바리톤 김주택과 베하 필하모닉 오케스트라와 함께 2022년과 2023년에 9개 도시를 순회하며 프로그램에 참여했다. 그들은 오페라 아리아, 한국 가곡, 스페인과 이탈리아 멜로디, 뮤지컬 넘버를 포함한 다양한 레퍼토리를 공연했다.
정필립의 2023년 첫 솔로 리사이틀을 열었다. 리사이틀은 클래식 오페라, 이탈리아 예술 가곡, 현대 곡들을 포함한 다양한 세트 리스트로 구성되었다. 첫 번째 프로그램에는 레온카발로의 "Mattinata", 도나우디의 "O del mio amato ben", 벨리니의 "Vaga luna, che inargenti"와 같은 벨 칸토 스타일의 음악이 포함되었다. 이어서 토스티의 곡들, "Sogno", "Ideale", "Tristezza", "L'alba separa dalla luce l'ombra" 등이 연주되었다. 인터미션 후 토스트 오브 뉴 올린스의 "Be my love", "Romanza", "Mi mancherai"를 공연했다. 프로그램에는 김동률의 "희망", "오래된 노래", "꽃 피는 날", "삶이 그대를 속일지라도"와 같은 한국 노래도 포함되었다.
정필립은 "마이크 없이 피아노와 성량 만으로 관객들에게 생생한 감동을 전하기 위해 최선을 다했다. 앞으로도 더욱 큰 무대, 더욱 완벽한 무대로 팬 여러분들을 찾아갈 것"라고 말했다. 그는 계속해서 그의 보컬 공부에 전념하고 있다.
2023년 11월, 그는 앨범 Esòrdio를 발매했고, 두 번째 솔로 리사이틀을 열었다. 정필립의 콘서트 Esòrdio는 다양한 곡으로 구성되었다. 프로그램에는 레온카발로의 "Mattinata", 벨리니의 "Vaga luna che inargenti", 도나우디의 "O del mio amato ben"과 같은 클래식 곡들이 포함되어 있다. 정필립은 또한 토스티의 "A vucchella", "La serenata", "L'ultima canzone", "Non t'amo più", "L'alba separa dalla luce l'ombra"를 선보였다. 또한 프로그램에는 벨리니의 "Malinconia, ninfa gentile", 독일 곡 "Ich liebe dich", 한국 곡 "나하나 꽃피어"가 포함되어 있어, 클래식 아리아, 가곡 등이 어우러진 다양한 노래를 들려주었다.
정필립은 2024년 9월부터 11월까지 뮤지컬 부치하난에 적대자인 현생의 '하문'과 전생의 '만다란투' 역할로 무대에 섰다.

### 박강현
박강현은 RE:BOOT 투어 동안 뮤지컬에도 출연하며 바쁜 시간을 보냈다. 그는 2021년 9월부터 2022년 2월까지 뮤지컬 하데스타운에서 오르페우스 역을 맡아 제6회 한국 뮤지컬 어워즈에서 남우주연상을 수상했고, 제16회 DIMF 어워즈에서 올해의 스타상을 받았다. 2022년, 그는 세종문화회관에서 웃는 남자에 복귀했으며, 2022/2023 시즌에는 웨스트 사이드 스토리에서 토니 역을 맡았고, 2023년에는 멤피스에서 휴이 역을 맡았다. 박강현은 2024년 3월부터 7월까지 디어 에반 핸슨에서 에반 핸슨 역을 맡았고, 2024년 7월부터 10월까지 하데스타운에서 오르페우스 역을 재연하고 있으며, 2024년 11월 부터 뮤지컬 알라딘의 한국 초연에서 알라딘 배역으로 출연하고 있다. 그는 2024년 제8회 한국 뮤지컬 어워즈에서 멤피스로 남우주연상 후보로 올랐다.
2015년 데뷔 이후 박강현은 매년 여러 뮤지컬 작품에서 활약하며, 2017년 신인상, 2022년 남우주연상을 수상했다. 2024년까지 그는 한국 뮤지컬 씬에서 중요한 인물로 자리매김했다. 팬텀싱어 2에 참가한 지 6년 후, 박강현은 팬텀싱어 4의 프로듀서로 출연하여 참가자들에게 귀중한 피드백을 제공했다. 참가자에서 프로듀서로의 전환은 주목할 만한 일이었다.
박강현은 "압도적인 가창력과 귀에 쏙쏙 박히는 발성" 그리고 "흔들림 없는 탄탄한 가창력"으로 특히 높은 음역대를 소화할 때 더욱 찬사를 받았다. 신영숙은 그의 실력을 칭찬하며 큰 스타로 성장할 것이라고 확신했다. 작품 중 캐릭터 해석을 잘 하는 것으로 알려진 박강현은 멤피스에서 "자신감 넘치지만 어딘가 철이 없는" 휴이와 디어 에반 핸슨에서 "목소리도 여리고 불안한" 에반을 묘사하며 목소리를 효과적으로 조절하고 캐릭터를 성공적으로 그려냈다.
박강현은 2023년 KBS2 TV 드라마 가슴이 뛴다에서 신도식 역을 맡았으며, OST "Vampire"를 불렀다. 그는 방탄소년단의 메인 프로듀서 피독이 프로듀스한 M SOUND CLOUD 프로젝트 싱글 "MAGIC"을 발표했다.

### 한태인
팬텀싱어 2 출연 초기부터 한태인의 다양한 음악 장르에 대한 열정이 드러났다. 그의 깊고 강한 베이스 보이스는 미라클라스의 멤버로 노래할 때 계속 빛을 발한다. 팬텀싱어 올스타전에서 한태인이 OneRepublic의 "Love Runs Out"을 공연할 때 손혜수 프로듀서는 그의 목소리가 일렉트릭 콘트라베이스처럼 들린다고 평했다. 한태인은 대학 시절부터 인디 씬에서 활동했으며, 2021년부터 더욱 두드러진 활동을 보였다. 재즈 기타리스트 박윤우와 함께 한 六絃紀行 콘서트에서 그는 "개의 인생," "Knockin' on Heaven’s Door", "빠담빠담", "Can’t Take My Eyes Off of You" 등 재즈와 이지 리스닝 곡들을 공연했다.
한태인은 기타리스트이자 프로듀서인 김진호와 함께 멜로딕 팝 밴드 TAIN을 결성하여 부드러운 멜로디, 공감할 수 있는 가사의 adult-oriented rock, AOR 장르로 활동했다. 밴드를 결성하기 전 한태인은 TAIN이라는 이름으로 솔로 활동을 했다. TAIN은 AOR 영향의 멜로딕 팝 자작곡을 들려주었다. 2022년 7월 26일, TAIN은 90년대와 00년대의 향수를 현대적인 감각으로 결합한 첫 번째 정규 앨범 SPORTS를 발매했다.
한태인은 김진호, 최선용과 함께 서울의 까치산 지하철역에서 이름을 딴 애니메이션 록 밴드 까치산을 결성했다. 이 밴드는 밀레니엄 카툰 주제가와 팝 펑크 록 장르를 기반으로 한 음악을 전달한다. 까치산은 2023년 2월 첫 싱글 주제는 사랑을 발표한 후, 2023년 3월 첫 정규 앨범 안녕하세요, 까치산입니다를 발매했다. 한태인은 리켄배커 제트글로와 펜더 스트라토캐스터 기타로 대한민국 인디 씬에서 연주하며 노래하고 있다.

## TV와 미디어
미라클라스는 KBS의 열린 음악회와 불후의 명곡에 자주 출연한다. 또한 EBS의 이승열의 세계음악기행, SBS의 최화정의 파워타임, YTN 라디오의 듀에토의 더 클래식에도 출연했다. 추가로, JTBC 공식 유튜브 채널 JTBCPLUS에서 JTBC 뉴스 제작국장 신예리가 진행하는 신예리의 밤샘토크에 미라클라스를 인터뷰한 3시간 분량의 영상을 공개했다.

### TV
| 날짜                  | 방송사 | 제목                        | 부제/메모                                                  |
| --------------------- | ------ | --------------------------- | ---------------------------------------------------------- |
| 2017.08.11-2017.11.03 | JTBC   | 팬텀싱어 2                  | 고정 출연: 멤버 각자 출연하여 결승 진출 시 미라클라스 결성 |
| 2018.11.04            | KBS1   | 열린음악회                  | 1217회 [김포국제공항 개항 60주년 기념]                     |
| 2019.04.28            | KBS1   | 열린음악회                  | 1241회 [양산 시민과 함께하는 열린음악회]                   |
| 2019.10.26            | KBS2   | 불후의 명곡 전설을 노래하다 | 영원한 디바, 인순이/우승                                   |
| 2020.02.09            | KBS1   | 열린음악회                  | 1275회                                                     |
| 2020.10.04            | KBS1   | 열린음악회                  | 1304회                                                     |
| 2020.11.14            | KBS    | 2020 대한민국 나눔국민대상  | 축하공연 및 시상                                           |
| 2021.01.26-2016.04.20 | JTBC   | 팬텀싱어 올스타전           | 고정 출연                                                  |
| 2021.02.20-2021.02.27 | KBS2   | 불후의 명곡 전설을 노래하다 | 희망 신청곡 특집                                           |
| 2021.05.09            | KBS1   | 열린음악회                  | 1333회 [청춘]                                              |
| 2021.06.19-2021.06.26 | KBS2   | 불후의 명곡 전설을 노래하다 | 부부아티스트 특집                                          |
| 2022.02.06            | KBS1   | 열린음악회                  | 1368회                                                     |

### 미디어
| 날짜       | 방송사               | 제목              | 부제/메모 |
| ---------- | -------------------- | ----------------- | --- |
| 2021.08.31 | 차클 플러스@JTBCPLUS | 차이나는 밤샘토크 | [밤샘토크] 미라클라스, '팬텀싱어 올스타전' 비하인드 썰 푼다! ＂우리 팀 메인 댄서는 박강현?!＂ \| 미라클라스 ep.1                     |
| 2021.09.01 | 차클 플러스@JTBCPLUS | 차이나는 밤샘토크 | [밤샘토크] 미라클라스의 '진실 혹은 거짓'🙄원픽구성으로 이루어진 줄 알았던 미라클라스?!💪🏻누군가의 원픽은 아니였다! \| 미라클라스 ep.2 |
| 2021.09.07 | 차클 플러스@JTBCPLUS | 차이나는 밤샘토크 | [밤샘토크] 미라클라스 파란만장 4인 4색 개인인터뷰! 정드레아 보첼립은 사실 농부🧑🏻‍🌾였다?!😲 \| 미라클라스 ep.3                          |
| 2021.09.08 | 차클 플러스@JTBCPLUS | 차이나는 밤샘토크 | [밤샘토크] 미라클라스 실질적 리더는 '막내' 한태인?! 이래서 흑막흑막 하는거구나?😏\| 미라클라스 ep.4                                  |

## 유튜브 채널:미라클라스의 저스트텐미닛
2021년 4월, 미라클라스 멤버들은 유튜브 채널 미라클라스의 저스트텐미닛을 개설했다. 이 채널은 멕시코미니오이와 협력하여 다양한 도전과 활동을 10분 내에 수행하는 콘텐츠로 시작했다. 이 프로젝트는 정기적인 콘텐츠를 제공하여 멤버들의 창의성과 다재다능함을 강조하면서 팬들과 소통하는 것을 목표로 한다.

### 콘텐츠와 테마
채널의 콘텐츠는 간단한 미니 게임, 콩트, 상황극을 포함하여 자체적인 가상 세계를 형성했다. 주목할 만한 에피소드로는 새로운 미라클라스 멤버를 위한 오디션과, 멤버들이 가상의 회사 직원 역할을 맡은 '미클상사' 시리즈가 있다. 시즌 3에서는 고등학교 테마를 채택하여 멤버들이 학생 역할을 맡아 각 에피소드에서 다양한 수업을 진행했다.

### 추가 활동
채널은 또한 멤버들이 캠핑을 가고, 운동과 미니 게임에 참여하고, 일출을 보러 여행하고, 탈출 게임에 참여하고, 러브인더파워라는 록 밴드를 결성하고, 게스트를 초대하는 에피소드도 선보였다. 이러한 활동은 멤버들의 다재다능함과 우정을 보여주며 채널의 다양성과 연예 오락적인 흥미를 높였다.

### 시청자 참여
채널은 또한 실시간 방송을 통해 유튜브 사용자들의 반응을 통합하고 질문에 답변하는 라이브 방송을 진행한다. 때로는 요청 받은 노래를 부르기도 하여 시청자들과의 쌍방향으로 소통한다. 2024년 6월 기준, 채널은 시즌 5에 접어들었으며, 팬들에게 멤버들이 각자 다른 프로젝트를 진행하는 동안에도 팀으로서의 결속력을 유지하고 있다는 신뢰를 주며 미라클라스가 '따로 또 같이' 활동하는 팀이라는 것을 보여준다.

## 그룹 및 멤버 공연 목록
미라클라스는 팀 활동과 함께 멤버 개개인도 오페라, 뮤지컬, 콘서트, TV 드라마 등 다양한 활동을 하는 팀이다. 각 멤버의 활동을 아래 표에 요약하였다. 미라클라스로서의 활동은 주로 콘서트, 콘서트 투어 및 팬텀싱어 등 TV 출연이 주를 이루고 있다. 또한 유튜브 채널 미라클라스의 저스트텐미닛을 통해 그룹의 연속성과 결속력을 보여주고 있다.
| 월         | 김주택              | 정필립             | 박강현               | 박강현               | 한태인                  |                                      | 미라클라스               | 미라클라스         |
| 2017       |                     |                    |                      |                      |                         |                                      |                          |                    |
| 8          | 팬텀싱어 2 (TV 쇼)  | 팬텀싱어 2 (TV 쇼) | 팬텀싱어 2 (TV 쇼)   | 팬텀싱어 2 (TV 쇼)   | 팬텀싱어 2 (TV 쇼)      |                                      | 콘서트                   | 저스트텐미닛       |
| 9          | 미라클라스 결성     | 미라클라스 결성    | 미라클라스 결성      | 미라클라스 결성      | 미라클라스 결성         | 미라클라스 결성                      | 미라클라스 결성          | 미라클라스 결성    |
| 10         | 팬텀싱어 2 (TV 쇼)  | 팬텀싱어 2 (TV 쇼) | 팬텀싱어 2 (TV 쇼)   | 팬텀싱어 2 (TV 쇼)   | 팬텀싱어 2 (TV 쇼)      | 팬텀싱어 2 (TV 쇼)                   | 팬텀싱어 2 (TV 쇼)       | 팬텀싱어 2 (TV 쇼) |
| 11         |                     |                    | 칠서                 | 칠서                 |                         |                                      |                          |                    |
| 12         |                     |                    | 광화문연가           | 광화문연가           |                         | 팬텀싱어2 콘서트 투어                |                          |                    |
| 2018       |                     |                    |                      |                      |                         |                                      |                          |                    |
| 1          |                     |                    | 광화문연가           | 광화문연가           |                         |                                      | 팬텀싱어2 콘서트 투어    |                    |
| 2          |                     |                    | 킹키 부츠            | 킹키 부츠            |                         |                                      |                          |                    |
| 3          | 라 보엠             |                    | 킹키 부츠            | 킹키 부츠            |                         |                                      |                          |                    |
| 4          | 청교도              |                    |                      |                      |                         | 미라클라스 첫번째 팬 콘서트          |                          |                    |
| 5          | 라 트라비아타       |                    |                      |                      |                         |                                      |                          |                    |
| 6          |                     |                    |                      |                      |                         |                                      |                          |                    |
| 7          |                     |                    | 웃는 남자            | 웃는 남자            |                         |                                      |                          |                    |
| 8          | 세비야의 이발사     |                    | 웃는 남자            | 웃는 남자            |                         |                                      |                          |                    |
| 9          | 세비야의 이발사     |                    | 웃는 남자            | 웃는 남자            |                         |                                      |                          |                    |
| 10         | 세비야의 이발사     |                    | 웃는 남자            | 웃는 남자            |                         |                                      |                          |                    |
| 11         | L'elisir d'amore    |                    | 엘리자벳             | 엘리자벳             |                         |                                      |                          |                    |
| 12         |                     |                    | 엘리자벳             | 엘리자벳             |                         | 로만티카 투어                        |                          |                    |
| 2019       |                     |                    |                      |                      |                         |                                      |                          |                    |
| 1          |                     |                    | 엘리자벳             | 엘리자벳             |                         |                                      | 로만티카 투어            |                    |
| 2          |                     |                    | 엘리자벳             | 엘리자벳             |                         |                                      |                          |                    |
| 3          | 세비야의 이발사     |                    |                      |                      |                         |                                      |                          |                    |
| 4          |                     |                    |                      |                      |                         |                                      |                          |                    |
| 5          |                     |                    |                      |                      |                         |                                      |                          |                    |
| 6          | 이탈리아나          |                    | 엑스칼리버           | 엑스칼리버           |                         |                                      |                          |                    |
| 7          |                     |                    | 엑스칼리버           | 엑스칼리버           |                         |                                      |                          |                    |
| 8          | 세비야의 이발사     |                    | 마리 앙투아네트      | 마리 앙투아네트      |                         |                                      |                          |                    |
| 9          | 세비야의 이발사     |                    | 마리 앙투아네트      | 마리 앙투아네트      |                         |                                      |                          |                    |
| 10         | 세비야의 이발사     |                    | 마리 앙투아네트      | 마리 앙투아네트      |                         |                                      |                          |                    |
| 11         | 돈 카를로           |                    | MElody in blue       | MElody in blue       |                         |                                      |                          |                    |
| 12         | 돈 카를로           | 잭 더 리퍼         |                      |                      |                         | 팬텀 오브 클래식 콘서트 투어         |                          |                    |
| 2020       |                     |                    |                      |                      |                         |                                      |                          |                    |
| 1          |                     | 잭 더 리퍼         | 웃는 남자            | 웃는 남자            |                         |                                      |                          |                    |
| 2          | 사랑의 묘약         | 잭 더 리퍼         | 웃는 남자            | 웃는 남자            | True Colours            |                                      |                          |                    |
| 3          |                     |                    |                      |                      |                         |                                      |                          |                    |
| 4          |                     |                    |                      |                      |                         |                                      |                          |                    |
| 5          |                     |                    |                      |                      |                         |                                      |                          |                    |
| 6          |                     |                    | 모차르트!            | 모차르트!            |                         |                                      |                          |                    |
| 7          |                     |                    | 모차르트!            | 모차르트!            |                         |                                      |                          |                    |
| 8          |                     |                    | 모차르트!            | 모차르트!            |                         |                                      |                          |                    |
| 9          |                     |                    |                      |                      |                         |                                      |                          |                    |
| 10         |                     |                    |                      |                      |                         | 사색동화                             |                          |                    |
| 11         |                     |                    |                      |                      | 5959                    |                                      |                          |                    |
| 12         |                     |                    |                      |                      |                         |                                      |                          |                    |
| 2021       |                     |                    |                      |                      |                         |                                      |                          |                    |
| 1          |                     |                    |                      |                      |                         |                                      | 사색동화                 |                    |
| 2          |                     |                    |                      |                      |                         | 팬텀싱어 올스타전 (TV 쇼)            |                          |                    |
| 3          |                     |                    | 그레이트 코멧        | 그레이트 코멧        |                         | 팬텀싱어 올스타전 (TV 쇼)            |                          |                    |
| 4          |                     |                    | 그레이트 코멧        | 그레이트 코멧        |                         | 팬텀싱어 올스타전 (TV 쇼)            | 시즌1                    |                    |
| 5          |                     |                    | 그레이트 코멧        | 그레이트 코멧        |                         | 팬텀싱어 올스타전 갈라 콘체르토 투어 | 시즌1                    |                    |
| 6          |                     |                    |                      |                      |                         | 팬텀싱어 올스타전 갈라 콘체르토 투어 | 시즌1                    |                    |
| 7          |                     |                    |                      |                      |                         |                                      | 시즌1                    |                    |
| 8          |                     |                    |                      |                      |                         |                                      | 시즌1                    |                    |
| 9          |                     |                    | 하데스타운           | 하데스타운           | 육현기행(六絃紀行)      |                                      |                          |                    |
| 10         |                     |                    | 하데스타운           | 하데스타운           |                         | UPRISING 투어                        | 시즌2                    |                    |
| 11         | 뮤직 라이브러리     |                    | 하데스타운           | 하데스타운           |                         |                                      | 시즌2                    |                    |
| 12         |                     |                    | 하데스타운           | 하데스타운           |                         |                                      | 시즌2                    |                    |
| 2022       |                     |                    |                      |                      |                         |                                      |                          |                    |
| 1          |                     |                    | 하데스타운           | 하데스타운           |                         |                                      | RE:BOOT 투어             |                    |
| 2          |                     |                    | 하데스타운           | 하데스타운           |                         |                                      | RE:BOOT 투어             |                    |
| 3          |                     |                    |                      |                      |                         |                                      | RE:BOOT 투어             |                    |
| 4          |                     |                    |                      |                      |                         | 시즌3                                | RE:BOOT 투어             |                    |
| 5          | 뮤직 라이브러리     |                    |                      |                      |                         | 시즌3                                | RE:BOOT 투어             |                    |
| 6          |                     |                    | 웃는 남자            | 웃는 남자            |                         | 시즌3                                | RE:BOOT 투어             |                    |
| 7          | 뮤직 라이브러리     |                    | 웃는 남자            | 웃는 남자            | SPORTS                  | 시즌3                                | RE:BOOT 투어             |                    |
| 8          |                     |                    | 웃는 남자            | 웃는 남자            |                         | 시즌3                                | RE:BOOT 투어             |                    |
| 9          |                     |                    |                      |                      |                         |                                      | RE:BOOT 투어             |                    |
| 10         |                     |                    |                      |                      |                         |                                      | RE:BOOT 투어             |                    |
| 11         |                     |                    | 웨스트 사이드 스토리 | 웨스트 사이드 스토리 |                         |                                      | RE:BOOT 투어             |                    |
| 12         |                     |                    | 웨스트 사이드 스토리 | 웨스트 사이드 스토리 |                         |                                      | RE:BOOT 투어             |                    |
| 2023       |                     |                    |                      |                      |                         |                                      |                          |                    |
| 1          |                     |                    | 웨스트 사이드 스토리 | 웨스트 사이드 스토리 |                         |                                      |                          |                    |
| 2          |                     |                    | 웨스트 사이드 스토리 | 웨스트 사이드 스토리 |                         |                                      |                          |                    |
| 3          | 오페라의 유령, 부산 |                    |                      |                      |                         |                                      |                          |                    |
| 4          | 오페라의 유령, 부산 |                    |                      |                      |                         |                                      |                          |                    |
| 5          | 오페라의 유령, 부산 |                    |                      |                      |                         |                                      | 시즌4                    |                    |
| 6          | 오페라의 유령, 부산 | 독창회             |                      | 가슴이 뛴다          |                         |                                      | 시즌4                    |                    |
| 7          | 오페라의 유령, 서울 |                    | 멤피스               | 가슴이 뛴다          |                         |                                      | 시즌4                    |                    |
| 8          | 오페라의 유령, 서울 |                    | 멤피스               | 가슴이 뛴다          |                         |                                      | 시즌4                    |                    |
| 9          | 오페라의 유령, 서울 |                    | 멤피스               |                      |                         |                                      | 시즌4                    |                    |
| 10         | 오페라의 유령, 서울 |                    | 멤피스               |                      | 까치산: 같이, 산        |                                      | 시즌4                    |                    |
| 11         | 오페라의 유령, 서울 | 리사이틀           |                      |                      |                         |                                      | 시즌4                    |                    |
| 12         | 뮤직 라이브러리     |                    |                      |                      | 까치산: 까치까치 연말은 |                                      | 시즌4                    |                    |
| 2024       |                     |                    |                      |                      |                         |                                      |                          |                    |
| 1          | 오페라의 유령, 대구 |                    |                      |                      |                         |                                      |                          | 시즌4              |
| 2          | 오페라의 유령, 대구 |                    |                      |                      |                         |                                      |                          | 시즌4              |
| 3          | 그레이트 코멧       |                    | 디어 에반 핸슨       | 디어 에반 핸슨       |                         |                                      | 시즌5                    |                    |
| 4          | 그레이트 코멧       |                    | 디어 에반 핸슨       | 디어 에반 핸슨       |                         |                                      | 시즌5                    |                    |
| 5          | 그레이트 코멧       |                    | 디어 에반 핸슨       | 디어 에반 핸슨       |                         |                                      | 시즌5                    |                    |
| 6          | 그레이트 코멧       |                    | 디어 에반 핸슨       | 디어 에반 핸슨       |                         |                                      | 시즌5                    |                    |
| 7          |                     |                    | 하데스타운           | 하데스타운           |                         |                                      | 시즌5                    |                    |
| 8          |                     |                    | 하데스타운           | 하데스타운           |                         |                                      | 시즌5                    |                    |
| 9          |                     | 부치하난           | 하데스타운           | 하데스타운           | 희작학원: 喜鹊學院      |                                      | 시즌5                    |                    |
| 10         |                     | 부치하난           | 하데스타운           | 하데스타운           |                         |                                      | 시즌5                    |                    |
| 11         |                     | 부치하난           | 알라딘               | 알라딘               |                         |                                      | 시즌5                    |                    |
| 12         | 명성황후            |                    | 알라딘               | 알라딘               | 까치산: 까치까치 연말은 | 미라클라스 콘서트 2024               | 시즌5                    |                    |
| 2025       |                     |                    |                      |                      |                         |                                      |                          |                    |
| 1          | 명성황후            |                    | 알라딘               | 알라딘               |                         |                                      |                          |                    |
| 2          | 명성황후            |                    | 알라딘               | 알라딘               |                         |                                      | 미라클라스 콘서트 앙코르 |                    |
| 3          | 명성황후            |                    | 알라딘               | 알라딘               |                         |                                      |                          |                    |
| 4          | 명성황후            |                    | 알라딘               | 알라딘               |                         |                                      |                          |                    |
| 5          | 명성황후            |                    | 알라딘               | 알라딘               | PEAK FESTIVAL 2025      |                                      |                          |                    |
| 6          | 명성황후            |                    | 알라딘               | 알라딘               | 뷰티풀 민트 라이프 2025 |                                      |                          |                    |
| 7          | 명성황후            |                    | 알라딘               | 알라딘               |                         |                                      |                          |                    |
| 8          |                     |                    |                      |                      |                         |                                      |                          |                    |
| 9          |                     |                    |                      |                      |                         |                                      |                          |                    |
| 10         |                     |                    |                      |                      |                         |                                      |                          |                    |
| 11         |                     |                    |                      |                      |                         |                                      |                          |                    |
| 12         |                     |                    |                      |                      |                         |                                      |                          |                    |
|            |                     |                    |                      |                      |                         |                                      |                          |                    |
| Color code | 오페라              | 뮤지컬             | TV 드라마            | TV 드라마            | 콘서트                  |                                      | 콘서트 투어              | 유튜브             |

### 미라클라스 공연 목록
| 날짜       | 제목                                                | 장소                                    |
| ---------- | --------------------------------------------------- | --------------------------------------- |
| 2017-12-03 | 팬텀싱어 2 콘서트 투어                              | 인천 삼산월드체육관                     |
| 2017-12-09 | 팬텀싱어 2 콘서트 투어                              | 대전 무역전시관                         |
| 2017-12-16 | 팬텀싱어 2 콘서트 투어                              | 대구 엑스코 1층                         |
| 2017-12-24 | 팬텀싱어 2 콘서트 투어                              | 광주여대 유니버시아드 체조경기장        |
| 2018-01-06 | 팬텀싱어 2 콘서트 투어                              | 울산동천체육관                          |
| 2018-01-13 | 팬텀싱어 2 콘서트 투어                              | 서울 잠실실내체육관                     |
| 2018-01-14 | 팬텀싱어 2 콘서트 투어                              | 서울 잠실실내체육관                     |
| 2018-01-27 | 팬텀싱어 2 콘서트 투어                              | 청주대학교 석우문화체육관               |
| 2018-02-03 | 팬텀싱어 2 콘서트 투어                              | 고양 킨텍스 제2전시장 7A홀              |
| 2018-02-10 | 팬텀싱어 2 콘서트 투어                              | 부산 벡스코 제1전시장                   |
| 2018-04-22 | 미라클라스 첫번째 팬 콘서트: Call me your Miraclass | 서울 코엑스 아티움                      |
| 2018-06-09 | 팬텀싱어 페스티벌                                   | 서울 올림픽공원 88잔디마당              |
| 2018-10-13 | 미라클라스 로만티카 발매 기념 팬콘서트              | 서울 코엑스 아티움                      |
| 2018-10-14 | 미라클라스 정규 1집 Romantica 발매 기념             | 서울 당산 TCC                           |
| 2018-12-09 | 2018 미라클라스 전국투어 콘서트 〈로만티카〉        | 부산문화회관 대극장                     |
| 2018-12-16 | 2018 미라클라스 전국투어 콘서트 〈로만티카〉        | 서울 롯데콘서트홀                       |
| 2018-12-24 | 2018 미라클라스 전국투어 콘서트 〈로만티카〉        | 울산현대예술관 대공연장                 |
| 2018-12-28 | 2018 미라클라스 전국투어 콘서트 〈로만티카〉        | 대전예술의전당 아트홀                   |
| 2018-12-31 | 가는해 오는해 2018 GAC 제야음악회                   | 서울 강동아트센터 대극장                |
| 2019-01-19 | 미라클라스 전국투어 콘서트 〈로만티카〉 - 앙코르    | 성남아트센터 오페라하우스               |
| 2019-09-07 | ILLUSO(일루소) - 가을의 명곡                        | 서울 잠실실내체육관                     |
| 2019-09-08 | ILLUSO(일루소) - 가을의 명곡                        | 서울 잠실실내체육관                     |
| 2019-12-29 | 2019 팬텀 오브 클래식                               | 벡스코 제1전시장 1홀                    |
| 2019-12-31 | 2019 팬텀 오브 클래식                               | 서울 세종문화회관 대극장                |
| 2020-01-18 | 2020 신년콘서트 〈Voice of Masters〉                | 인천문화예술회관 대공연장               |
| 2020-01-19 | 2020 익산예술의전당 신년음악회 〈팬텀 오브 클래식〉 | 익산예술의전당 대공연장                 |
| 2020-07-31 | 제 25회 바다의 날 기념식                            | 울진 국립해양과학관                     |
| 2020-10-18 | 미라클라스 콘서트: 사색동화                         | 서울 롯데콘서트홀                       |
| 2020-12-11 | BMW YEAR-END UNTACT CONCERT                         | 그랜드 하얏트 서울                      |
| 2020-12-18 | 2020 송년음악회 〈Dance and the Music〉             | 인천시 교육청 학생교육문화회관 싸리재홀 |
| 2021-03-07 | 팬텀 오브 클래식 2021                               | 서울 세종문화회관 대극장                |
| 2021-03-28 | 팬텀 오브 클래식 2021 앙코르                        | 서울 세종문화회관 대극장                |
| 2021-05-08 | VOICE OF PHANTOM 미라클라스 & 레떼아모르            | 서울 롯데콘서트홀                       |
| 2021-05-29 | 팬텀싱어 올스타전: 갈라 콘체르토                    | 서울 올림픽공원 올림픽홀                |
| 2021-06-05 | 팬텀싱어 올스타전: 갈라 콘체르토                    | 서울 올림픽공원 올림픽홀                |
| 2021-06-06 | 팬텀싱어 올스타전: 갈라 콘체르토                    | 서울 올림픽공원 올림픽홀                |
| 2021-06-13 | 미라클라스 콘서트: 프렌드 오브 유                   | 서울 롯데콘서트홀                       |
| 2021-06-27 | 2021 썸데이 씨어터 칸타빌레 #2                      | 서울 롯데콘서트홀                       |
| 2021-10-01 | 미라클라스 콘서트 UPRISING 투어                     | 서울 세종문화회관 대극장                |
| 2021-10-23 | 미라클라스 콘서트 UPRISING 투어                     | 성남아트센터 오페라하우스               |
| 2021-10-24 | 미라클라스 콘서트 UPRISING 투어                     | 성남아트센터 오페라하우스               |
| 2021-10-31 | 미라클라스 콘서트 UPRISING 투어                     | 부산시민회관 대극장                     |
| 2022-01-22 | 미라클라스 콘서트 RE:BOOT 투어                      | 익산예술의전당 대공연장                 |
| 2022-02-12 | 미라클라스 콘서트 RE:BOOT 투어                      | 대구 계명아트센터                       |
| 2022-03-05 | 미라클라스 콘서트 RE:BOOT 투어                      | 서울 세종대학교 대양홀                  |
| 2022-03-06 | 미라클라스 콘서트 RE:BOOT 투어                      | 서울 세종대학교 대양홀                  |
| 2022-03-12 | 미라클라스 콘서트 RE:BOOT 투어                      | 부산시민회관 대극장                     |
| 2022-04-02 | 미라클라스 콘서트 RE:BOOT 투어                      | 서울 세종대학교 대양홀                  |
| 2022-08-06 | 미라클라스 콘서트 RE:BOOT 투어                      | 온라인                                  |
| 2022-08-07 | 미라클라스 콘서트 RE:BOOT 투어                      | 온라인                                  |
| 2022-08-21 | 어썸뮤직                                            | 서울 세종대학교 대양홀                  |
| 2022-09-18 | 리슨어게인 페스티벌 2022                            | 서울 올림픽공원 88잔디마당              |
| 2022-10-08 | 미라클라스 콘서트 RE:BOOT+                          | 고양아람누리 아람극장                   |
| 2022-10-29 | 미라클라스 X 시리우스 콘서트                        | 서울 롯데콘서트홀                       |
| 2022-12-11 | 미라클라스 콘서트 RE:BOOT 파이널                    | 서울 롯데콘서트홀                       |
| 2023-10-14 | 한국 영화음악 콘서트 WITH 미라클라스                | 서울 롯데콘서트홀                       |
| 2023-10-21 | 한국 영화음악 콘서트 WITH 미라클라스                | 서울 롯데콘서트홀                       |
| 2024-12-30 | 미라클라스 콘서트 2024                              | 서울 롯데콘서트홀                       |

## 음반 목록
미라클라스는 그룹과 개별 멤버 모두 다양한 음반을 발표하며 디스코그래피를 구축했다. 다음 표는 그들의 음반, EP, 싱글, 컴필레이션 앨범을 색상 코드로 구분하여 시각적으로 나타낸 것이다. 전체 목록은 개별 멤버 문서에서 확인할 수 있다.

### 멤버 및 그룹 음반 목록
|            | 김주택                                                                                      | 정필립                                                | 박강현                                                                            | 한태인                                               |                                    | 미라클라스        |
| 2008       | La Musica E Il Bene - Stagione 2006/2007 - 레이블: Suonare Records, Italy                   |                                                       |                                                                                   |                                                      |                                    |                   |
| 2008       | Tra 'poeti maledetti' e cabaret - ISBN: 88-467-2269-8 - Teatro Comunale di Casalpusterlengo |                                                       |                                                                                   |                                                      |                                    |                   |
| 2009       | "마음 꽃"                                                                                   |                                                       |                                                                                   |                                                      |                                    |                   |
| 2015       | 한국의 클래식, 내일의 주역들 - 레이블: KBS 클래식 FM, 아울로스 미디어                       |                                                       |                                                                                   |                                                      |                                    |                   |
| 2016       | Verdi: Giovanna d'Arco (Live) - 레이블: Dynamic srl, Italy                                  |                                                       |                                                                                   |                                                      |                                    |                   |
| 2017       | 팬텀싱어 2                                                                                  | 팬텀싱어 2                                            | 팬텀싱어 2                                                                        | 팬텀싱어 2                                           | 팬텀싱어 2                         |                   |
| 2017       |                                                                                             | 나쁜 자석 OST                                         |                                                                                   |                                                      |                                    |                   |
| 2018       |                                                                                             |                                                       |                                                                                   |                                                      | 로만티카 - 레이블: 유니버설 뮤직   |                   |
| 2019       | 카사노바 길들이기 - 레이블: 유니버설 뮤직                                                   | 카사노바 길들이기 - 레이블: 유니버설 뮤직             | 뮤지컬 `엑스칼리버` 공연실황 앨범 - 레이블: 유니버설 뮤직                         | 카사노바 길들이기 - 레이블: 유니버설 뮤직            |                                    |                   |
| 2019       | "Non Ti Scordar Di Me"                                                                      | Feelin (필인)                                         |                                                                                   | Feelin (필인)                                        |                                    |                   |
| 2019       | Italiana - 레이블: 유니버설 뮤직                                                            | Feelin (필인) - 레이블: 유니버설 뮤직                 |                                                                                   | Feelin (필인) - 레이블: 유니버설 뮤직                |                                    |                   |
| 2020       |                                                                                             |                                                       | 뮤지컬 모차르트! 국내 초연 10주년 기념 리패키지 앨범 - Label: EMK Musical Company | 개의 인생 - 레이블: 유니버설 뮤직                    |                                    |                   |
| 2021       | 팬텀싱어 올스타전                                                                           | 팬텀싱어 올스타전                                     | 팬텀싱어 올스타전                                                                 | 팬텀싱어 올스타전                                    | 팬텀싱어 올스타전                  |                   |
| 2021       | "너의 것"                                                                                   | Hymn＆Song Project: Love and Family 1 - 극동방송 아뮤 |                                                                                   | "Comics" "위성" "롱디" "사진으로부터" "마음마음"     |                                    |                   |
| 2021       | 광복군 아리랑                                                                               |                                                       |                                                                                   | TAIN the Standard                                    |                                    |                   |
| 2022       | Monologue - 레이블: 다날엔터테인먼트                                                        |                                                       |                                                                                   | SPORTS - 레이블: 유니버설 뮤직                       | RE:BOOT - 레이블: 다날엔터테인먼트 |                   |
| 2022       |                                                                                             |                                                       |                                                                                   | "Miracle"                                            |                                    |                   |
| 2022       |                                                                                             |                                                       |                                                                                   | "My hero"                                            |                                    |                   |
| 2023       |                                                                                             | Esòrdio - 레이블: 다날엔터테인먼트                    | "Vampire"                                                                         | "주제는 사랑" "가위, 바위, 보!"                      |                                    |                   |
| 2023       |                                                                                             |                                                       | "MAGIC"                                                                           | 안녕하세요, 까치산입니다. - 레이블: KACHISAN Records |                                    |                   |
| 2024       |                                                                                             |                                                       |                                                                                   | KACHISAN (Japanese Ver.) - 레이블: KACHISAN Records  |                                    |                   |
| 2024       |                                                                                             |                                                       | "RESCUE!" 다이얼" TEATIME"                                                        |                                                      |                                    |                   |
|            |                                                                                             |                                                       |                                                                                   |                                                      |                                    |                   |
| Color code | Color code                                                                                  | Album                                                 | EP                                                                                | Single                                               |                                    | Compilation album |

미라클라스는 스튜디오 앨범 Romantica, EP RE:BOOT, 싱글 "RE:BOOT"와 "My Hero"를 발표했다. 또한, 팬텀싱어 컴필레이션 앨범에도 미라클라스의 곡들이 포함되어 있다.

### 정규 앨범
- Romantica (2018.10.10 발매)[1]
- 레이블: 아트앤아티스트, 유니버설 뮤직
- 포맷: CD, 디지털 다운로드

| 트랙 | 제목                         | 길이 |
| ---- | ---------------------------- | ---- |
| 1    | La Tua Semplicita            | 4:01 |
| 2    | Notte                        | 5:13 |
| 3    | 집으로 가는 길               | 5:07 |
| 4    | Nelle Tue Mani               | 4:21 |
| 5    | La Liberta                   | 5:20 |
| 6    | Feelings                     | 5:20 |
| 7    | Look Inside                  | 4:09 |
| 8    | I Dreamed A Dream            | 3:53 |
| 9    | 이젠 알아요                  | 3:54 |
| 10   | Il Canto                     | 3:47 |
| 11   | Il Mondo                     | 4:14 |
| 12   | Just Show Me How To Love You | 5:13 |

### EP
- RE:BOOT (2022.01.05 발매)[160]
- 레이블: 라이브러리 컴퍼니, 다날엔터테인먼트
- 포맷: 디지털 다운로드

| 트랙 | 제목                            | 길이 |
| ---- | ------------------------------- | ---- |
| 1    | Miracle TITLE                   | 4:59 |
| 3    | You′ll Never Walk Alone         | 4:26 |
| 4    | Miracle (Inst.)                 | 4:59 |
| 6    | You′ll Never Walk Alone (Inst.) | 4:26 |

### Singles
| 제목      | 년도 | Details                                    |
| --------- | ---- | ------------------------------------------ |
| "Miracle" | 2022 | - 다날엔터테인먼트 - 포맷: 디지털 다운로드 |
| "My hero" | 2022 | - 다날엔터테인먼트 - 포맷: 디지털 다운로드 |

### 참여 앨범
- 팬텀싱어2, Episode 9 (2017. 10. 28. 발매)[318]

| 트랙 | 제목     | 원작자            | 편곡   | 길이 |
| ---- | -------- | ----------------- | ------ | ---- |
| 5    | Notte    | 루치아노 파바로티 | 권태은 | 6:00 |
| 6    | Forsaken | Within Temptation | 권태은 | 5:13 |

- 팬텀싱어2, Episode 10 (2017. 11. 06 발매)[320]

| 트랙 | 제목                      | 원작자    | 편곡   | 길이 |
| ---- | ------------------------- | --------- | ------ | ---- |
| 2    | Who Wants To Live Forever | 퀸 (밴드) | 권태은 | 6:06 |
| 5    | Feelings                  | 일 디보   | 권태은 | 6:03 |

- 팬텀싱어 올스타전[298][299]

| Title                                 | Year | Details                  |
| ------------------------------------- | ---- | ------------------------ |
| "Always You (늘 그대)"                | 2021 | Phantom Singer All Stars |
| "Cherry Blossom Love Song (벚꽃연가)" | 2021 | Phantom Singer All Stars |
| "Decalcomanie"                        | 2021 | Phantom Singer All Stars |
| "I'll see you again"                  | 2021 | Phantom Singer All Stars |